# Bürgele Asselfingen
Das Bürgele Asselfingen ist eine abgegangene Burg vermutlich 500 Meter südlich von Asselfingen im Alb-Donau-Kreis in Baden-Württemberg. Sie war neben der Burg Asselfingen und einer weiteren Burg beim Gasthaus „Zum Hirsch“ eine von drei Ortsburgen des Dorfes.
Von der vor 1400 erbauten Burg der Herren von Asselfingen, einem Zweig der Herren von Rammingen, ist nichts mehr erhalten. Die nicht mehr genau lokalisierbare Burg lag wohl südlich des Dorfes an einem kleinen Tal bei den heutigen Flurbezeichnungen „Burggraben“, „Bürgele“ und „Unteres Bürgele“.